# Jessica Pimentel
Jessica Pimentel (Brooklyn, 20 de septiembre de 1982) es una actriz y cantante estadounidense, reconocida principalmente por interpretar el papel de María Ruiz en la serie de televisión de Netflix Orange Is the New Black. También es la vocalista de la banda de death metal Alekhine's Gun y corista de la agrupación del mismo género Brujería.

## Filmografía

### Cine
| Año  | Título                 | Papel               | Notas     |
| ---- | ---------------------- | ------------------- | --------- |
| 1998 | The Last Days of Disco |                     |           |
| 2005 | Room                   |                     |           |
| 2007 | Illegal Tender         | Millie              |           |
| 2008 | Off Jackson Avenue     | Olivia              |           |
| 2008 | Pride and Glory        | Angelique Domenguez |           |
| 2012 | How to Score Your Life |                     |           |
| 2013 | Go for Sisters         | La Mojada           |           |
| 2014 | Death Pact             | Vivian              | Telefilme |
| 2014 | Fugly!                 | Caroline            |           |
| 2015 | The Grief of Others    | Nuñez               |           |
| 2018 | A Bread Factory        | Teresa              |           |

### Televisión
| Año       | Título                            | Papel             | Notas            |
| --------- | --------------------------------- | ----------------- | ---------------- |
| 1995      | All My Children                   |                   | 2 episodios      |
| 1997      | 12 Angry Viewers                  |                   |                  |
| 2002      | Third Watch                       | Josie             | 1 episodio       |
| 2003      | Law & Order                       |                   | 1 episodio       |
| 2005      | Law & Order: Special Victims Unit | Selma Garcia      | 1 episodio       |
| 2008      | Law & Order: Special Victims Unit | Joanne Suarez     | 1 episodio       |
| 2009      | Law & Order                       | Tina              | 1 episodio       |
| 2010      | Mercy                             |                   | 1 episodio       |
| 2010      | Law & Order: Criminal Intent      | Gabriella Belteno | 1 episodio       |
| 2013–2019 | Orange Is the New Black           | Maria Ruiz        | Papel recurrente |
| 2014      | Casting Calls                     | Mary              |                  |
| 2014–2015 | Person of Interest                | Floyd             | 4 episodios      |
| 2015      | Law & Order: Special Victims Unit | Manuela Ozuna     | 1 episodio       |